# Rainer Schepper

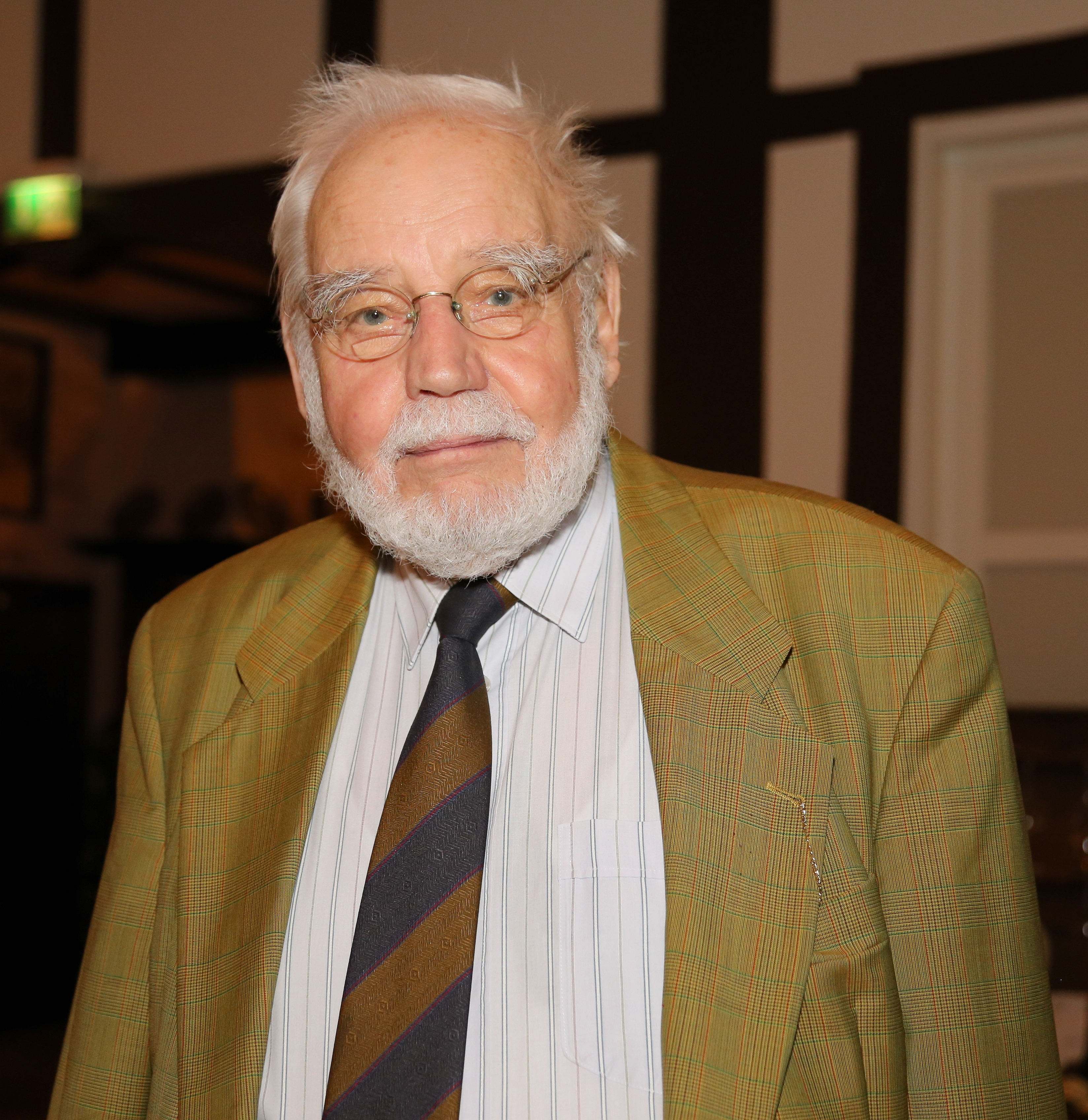
Rainer Schepper (2014)

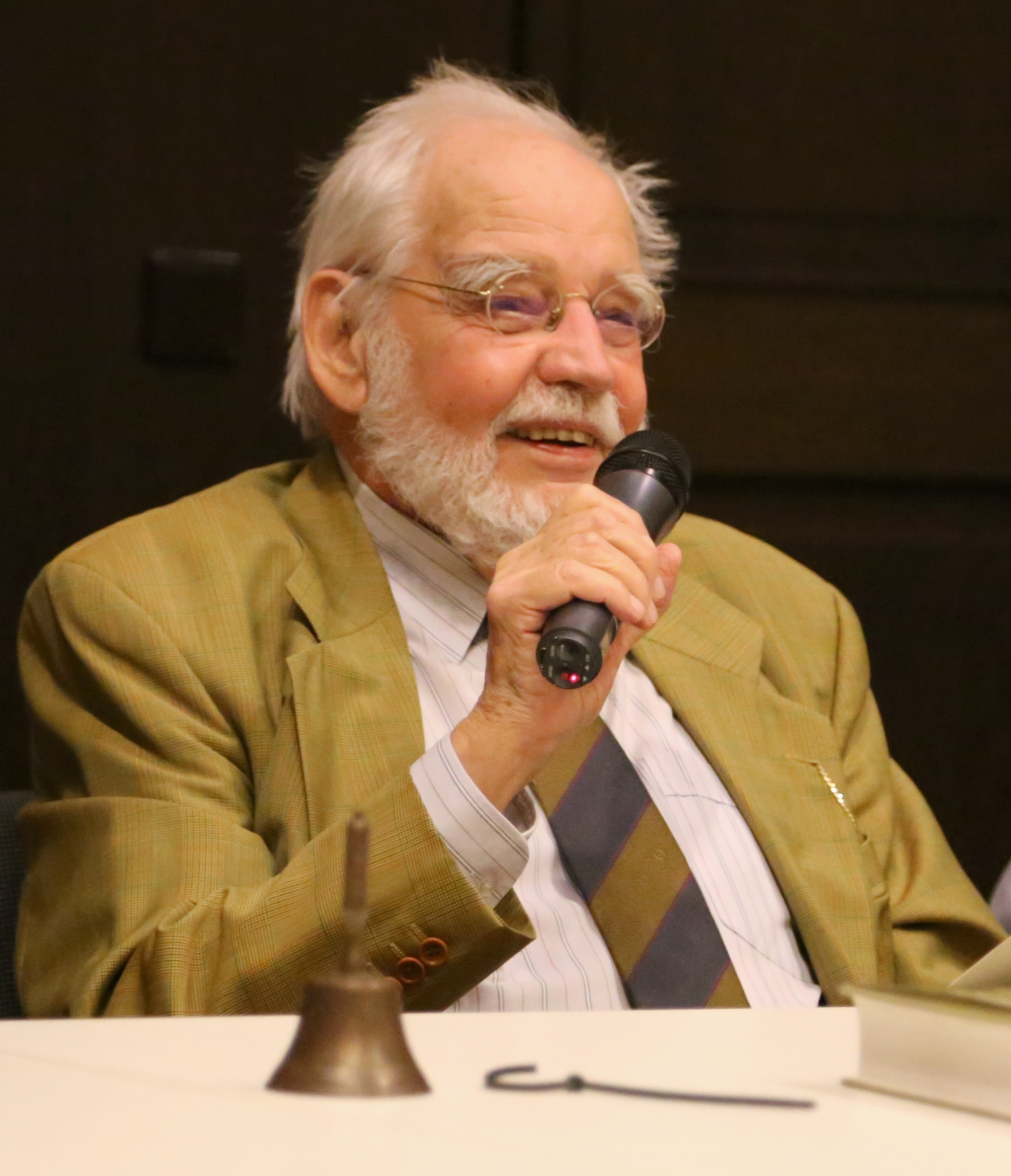
Rainer Schepper 2014 bei einem Vortragsabend zum Westfälischen Frieden in Mettingen.

Rainer Wilhelm Maria Schepper (* 23. März 1927 in Münster; † 8. August 2021 ebd.; Pseudonym Jans Gliewenkieker) war ein deutscher Lehrer, Autor, Publizist, Rezitator standard- und niederdeutscher Sprache und Wehrmachtsdeserteur.

## Leben
Rainer Schepper wuchs in Münster in Westfalen und in Warendorf als Sohn eines überzeugten Nationalsozialisten und einer streng katholischen Mutter auf.  Die regimekritische Einstellung der Mutter prägte ihn früh. Nach der Scheidung der Eltern blieb er als Jugendlicher bei der Mutter. Gegen Ende des Zweiten Weltkrieges war er zunächst als Flakhelfer eingesetzt und  wurde im Januar 1945 zum Kriegseinsatz an die Ostfront kommandiert. Diesem Einsatz entzog er sich drei Mal per Desertion und entkam trotz drohendem Standgericht und Strafkommando.
Nach dem Abitur 1947 in Burgsteinfurt studierte Schepper von 1949 bis 1951 und von 1960 bis 1969 Germanistik, Volkskunde, Soziologie und Pädagogik in Hamburg, Dortmund und Münster. 1951/1952 war er Redakteur der Tageszeitung Die Glocke in Oelde. Von 1952 bis 1954 studierte er an der Pädagogischen Akademie Dortmund. Von 1954 bis 1978 arbeitete er als Lehrer in Ostbevern-Schirl, Seppenrade-Emkum, Lüdinghausen und Münster und seit 1978 als freier Schriftsteller, Publizist und Rezitator in Münster. 
Schepper verfasste Hörspiele, Kommentare und Gedichtrezitationen für diverse Hörfunksender. Seit 1997 war er Redakteur der Sendung Denn es steht geschrieben im Offener Kanal TV Münster. Er stand dem westfälischen Mundartdichter Augustin Wibbelt persönlich nahe, besaß einen großen Teil von dessen Nachlass und veröffentlichte Werke des Dichters in textkritischen Ausgaben.
Rainer Schepper starb am 8. August 2021 in Münster.

## Schriften (Auswahl)

### Prosa
- Uese Modersproak. Lese-, Spiel- und Erzählgut des Münsterlandes für Schule und Haus. Plattdeutsch in der Volksschule. Aschendorff, Münster 1959.
- Kleine Lektion über westfälischen Humor. Für Anfänger und Fortgeschrittene. Regensberg, Münster 1971 (1976, 1979, 1982, 1989).
- Begegnungen mit Wibbelt. Augustin Wibbelt und seine Zeit. Coppenrath, Münster 1978.
- Düch di dat nich auk? Hrsg. vom Heimat- und Kulturkreis Roxel. Regensberg, Münster 1983 (Jans Gliewenkieker).
- Ick wünsk di wat von düt un dat ... Glückwünske un Riemsels to alle Geliägenheiten twiärs dör ‘t Jaohr för Aolt un *Junk för Graut un Klein för Dick un Nöchtern för Famillge un annere Lü för Truer un Fier för Westfaolen un *Utlänners. Güth & Etscheidt, Wiedenbrück 1984.
- Plattdütske Witzkes, Döhnkes un Spargitzkes. Regensberg, Münster 1985, 1991.
- Ick segg et grade harut. Neue Geschichten von Jans Gliewenkieker. Westfälisches Dampfboot, Münster 1993.
- Aolle Döhnkes ut Westfaolen. To’t Gnööcheln un Gneesen un Lachen un Wiervertellen. Edition Güth im Landwirtschaftsverlag, Münster 1994.
- Kleine Lektion über westfälischen Humor, Verlag Regensberg Münster 1971

### Sachbuch
- Augustin Wibbelt. Ausstellung der Stadt Ahlen (Westf.) zu seinem 120. Geburtstag am 19. September im Heimatmuseum Ahlen vom 12.-30.9. 1982. Stadt Ahlen 1982 (Zusammenstellung und Katalogbearbeitung).
- Wat seggs dann nu? Regensberg, Münster 1987 (Jans Gliewenkieker).
- Plattdeutsches Schimpfwörterbuch für Westfalen. Schuster, Leer 1992.
- Gott beim Wort genommen. Das Alte Testament auf dem ethischen Prüfstand. Mit einem Vorwort von H. Herrmann. Verlags-Werkstatt, Argenbühl-Christazhofen 1993.
- Denn es steht geschrieben. Predigten eines Ungläubigen. Kritische Gedanken zum Neuen Testament. Lit-Verlag, Münster 1998.
- Das ist Christentum. Informationen aus zweitausend Jahren Geschichte. Das Kirchenjahr in 2471 historischen Daten. Lenz, Neustadt/R. 1999.
- Ich war Deserteur - Reminiszenzen aus dem Jahre 1945. Agenda-Verlag, Münster 2009.
- Lebensreport, Elsinor-Verlag, Coesfeld 2016.

### Anthologien
- Theologie oder Phantasmalogie? Die unfreie „Wissenschaft“ an freien Universitäten. In: Aufklärung und Kritik. Nürnberg 1/2004.
- Frauenunterdrückung in patriarchalischen Gesellschaften. In: Aufklärung und Kritik. Nürnberg 1/2003.
- In: Plisch und Plum in 40 deutschen Mundarten. Hrsg. von M. Görlach. München 1999.
- In: Schriften zur Wibbelt-Forschung 2, 1996.
- In: Verehrter Galileo! Briefe an Ketzer und Heilige. Gütersloh 1990. Quickborn 1990.
- Zum Postulat ethischer Befreiung aus den Fesseln der Moral. - Begriffsabgrenzung - Individuelle und politische Konsequenzen. In: Karola Baumann und Nine Ulrich (Hrsg.): Streiter im weltanschaulichen Minenfeld. Zwischen Atheismus und Theismus – Glaube und Vernunft – Säkularem Humanismus und Theonomer Moral – Kirche und Staat. Festschrift für Prof. Dr. Hubertus Mynarek. Essen 2009, S. 195–219.

### Herausgeberschaften
- Ut ôler Welt. Volksmärchen, Sagen, Volkslieder und Reime. Ges. von Wilhelm Busch. Regensberg, Münster 1981.
- Augustin Wibbelt: Einst und Jetzt. Regensberg, Münster 1982.
- „In treuer Freundschaft. Ihr Augustin Wibbelt.“ Briefwechsel zwischen Augustin Wibbelt und Erich Nörrenberg 1931–1945. Coppenrath, Münster 1983.
- Augustin Wibbelt: Pastraoten-Gaoren. Regensberg, Münster 1983.
- Augustin Wibbelt: Mäten-Gaitlink. Regensberg, Münster 1983.
- Augustin Wibbelt: Hillgenbeller. Regensberg, Münster 1984.
- Augustin Wibbelt: Heimat. Gedichte. Regensberg, Münster 1984.
- Augustin Wibbelt-Gesellschaft: Jahrbuch 1984/85. Regensberg, Münster 1985 (Red. mit H. Taubken).
- Augustin Wibbelt: Sunnenschien von binnen. Regensberg, Münster 1986.
- Heinrich Hoffmann: De Struwwelpeter oder lustige Geschichten un drollige Beller. In mönsterlänner Platt sett’t. Sinemis, Frankfurt am Main 1995 (zus. mit G.H. Herzog).
- Schriften zur Wibbelt-Forschung 1. Literaturkreis Augustin Wibbelt e. V. Bd. 1. Coppenrath, Münster 1991 (Hg. und Redaktion); Bd. 2. Landwirtschaftsverlag, Münster 1996.
- Tilo Keil: Fest. Tende: Dülmen-Hiddingsel 1997 (Begleittexte; Collagen: Tilo Keil).

### Sonstige Veröffentlichungen
- Veröffentlichungen in kulturpolitischen, pädagogischen und philosophischen Zeitschriften, u. a. in Vorgänge und Aufklärung und Kritik (1960–2004).
- Artikel und Aufsätze (1951–2004) in Zeitungen sowie Kolumnen (1979–2004).
- Vorträge und Rezitationen bis 2004.
- fest.Collagen von Tilo Keil, Texte von Rainer Schepper. tende: Dülmen-Hiddingsel 1997.
- zahlreiche Übersetzungen ins Münsterländische
- zahlreiche Rezitationen von Augustin Wibbelt, Annette von Droste-Hülshoff, Theodor Storm, Heinrich Heine, Brüder Grimm u. a.

### Sonstige Medien
- Augustin Wibbelt: De Miärgelkuhl. Marjänne. Schuster, Leer 1972.
- Augustin Wibbelt: De Kiepenkäärl. Fono-Schallplattengesellschaft, Münster 1975.
- Karl Wagenfeld: Jans Baunenkamps Höllenfahrt. Fono-Schallplattengesellschaft, Münster 1976.
- Augustin Wibbelt: Wiehnachten. Plattdeutsche Gedichte und Erzählungen. Fono-Schallplattengesellschaft, Münster 1977.
- Plattdeutsche Märchen der Brüder Grimm. Fono-Schallplattengesellschaft, Münster 1978.
- Rainer Schepper liest Wilhelm Busch. Aulos-Schallplattenverlag, Viersen-Dülken 1978.
- Rainer Schepper liest Augustin Wibbelt. Fono-Schallplattengesellschaft, Münster 1980.
- Rainer Schepper liest Annette von Droste-Hülshoff - Die Judenbuche. Longinus Audio, Coesfeld 2017.